# Андре, Иоганн Антон
Иоганн Антон Андре (нем. Johann Anton André; 1775—1842) — немецкий скрипач, композитор и музыкальный издатель, третий сын Иоганна Андре.

## Биография
Родился в Оффенбах-ам-Майне 6 октября 1775 года.
Ещё в детстве стал заметен музыкальный талант Иоганна. Учителями его были Фердинанд Френцель (скрипка) и Иоганн Георг Фольвейлер (теория и композиция). Андре учился в Йене и отсюда начал несколько крупных гастрольных туров.
По смерти своего отца он принял руководство делами в родном городе и осмотрительным их ведением, изданием собственных сочинений, очень популярных долгое время в Южной Германии, и в особенности покупкою Моцартовского наследства привел их в цветущее состояние: в 1799 году Андре приобрел большой объем музыкальных работ Вольфганга Амадея Моцарта от его вдовы Констанцы и привёз их в Оффенбах. Эта коллекция насчитывала более 270 автографов и включала оперу «Свадьба Фигаро» и «Волшебная флейта», серию струнных квартетов и квинтетов, несколько фортепианных концертов и «Маленькую ночную серенаду». Основываясь на этих записях, издательство Андре подготовило и издало несколько изданий произведений В. А. Моцарта, причём некоторые произведения были изданы впервые. Андре даже получил прозвище «отец исследований Моцарта».
Уже до 1800 года Андре написал около 70 музыкальных произведений, но и после этого продолжал сочинять, так что число всех оставленных им сочинений переходит далеко за сто.

В начале XX века Энциклопедический словарь Брокгауза и Ефрона так описывал вклад Иоганна Антона Андре в немецкую и мировую культуру: 
Испытывая себя во всех отраслях композиции, он писал симфонии для большого оркестра, много произведений камерной музыки, дуэты для различных инструментов, танцы, оперы, кантаты, песни и т. д. Большинство их теперь забыты. Тою же основательностью, как и его музыка, отличается его учебник «Lehrbuch der Tonsetzkunst» (2 т., Оффенбах, 1832—43), который он желал довести до шести томов, но не успел окончить. Изданием дневника Моцарта и некоторых оригинальных партитур этого композитора он приобрел себе заслуги в истории музыки. Он первый применил в широких размерах литографское изобретение Зенефельдера в области музыки.
Скончался 5 апреля 1842 года в Оффенбах-ам-Майне.